# روشنایی می‌آید
روشنایی می‌آید (به انگلیسی: Comes a Bright Day) فیلمی محصول انگلستان است که در سال ۲۰۱۲ با کارگردانی سیمون ابود ساخته شده است. از جمله بازیگران این فیلم تیموتی اسپال، ایموجن پوتس، کریگ رابرتس، کوین مک‌کید هستند. این فیلم با دوبله فارسی در جمعه ۲ اسفند ۱۳۹۳ از تلویزیون ایران پخش شده‌است

## خلاصه فیلم
سام اسمیت جوانی است که پیش جان مورگان هتل‌دار پادویی می‌کند و آرزوی او این است که با دوست صمیمی‌اش الیوت، یک رستوران بزنند. الیوت نیز سرآشپز یک مغازه فست‌فود است. سام در خانه و خانواده آن‌ها بزرگ شده‌است. سام اسمیت به مری که در یک مغازه جواهرفروشی کار می‌کند علاقه‌مند است و پیش او خود را مدیر بخش خدمات هتل جا زده است و …